# Saul Alinsky
Saul David Alinsky (Chicago, 30 januari 1909 — Carmel (Californië), 12 juni 1972) was een Amerikaanse activist en schrijver.

## Leven en werk
Alinsky werd in 1909 in Chicago geboren als zoon van Joodse immigranten uit Rusland. Hij studeerde af aan de universiteit van Chicago, waar hij studies had gevolgd op het gebied van grootstedelijke problemen en criminologie. Hij ontwikkelde methoden om de armoedeproblematiek aan te pakken door mensen te leren zichzelf effectief te organiseren. Door middel van sociale actie trachtte hij met name de zwarte bevolking in de Amerikaanse steden een instrument in handen te geven om hun lot te verbeteren. Van de door hem gepubliceerde werken is het in 1971 verschenen "Rules for Radicals" in het Nederlands vertaald in 1974. Dit werk - "Dat hoef je niet te nemen!" - was in korte tijd vrij populair bij de opleidingen voor sociaal werkers in Nederland. Piet Reckman baseerde in 1971 zijn werk "Sociale aktie" op de ideeën van Alinsky. Zijn actiegerichte aanpak door zelforganisatie inspireerde ook later nog politici als Hillary Clinton, die een bachelorscriptie aan zijn ideeën wijdde, en Barack Obama, die de door Alinsky ontwikkelde methoden als opbouwwerker in Chicago gebruikte. In Nederland maakt de vakbeweging FNV gebruik van de door Alinsky ontwikkelde aktiemethoden.